# アルザスの歴史
アルザスの歴史（アルザスのれきし）では独仏国境地帯に位置するアルザス地方／エルザス地方（独: Elsass、仏: Alsace）の歴史を記述する。

## 年表
アルザス史の原典となるはずであった資料は、幾重もの戦火に晒されて散逸が著しい。

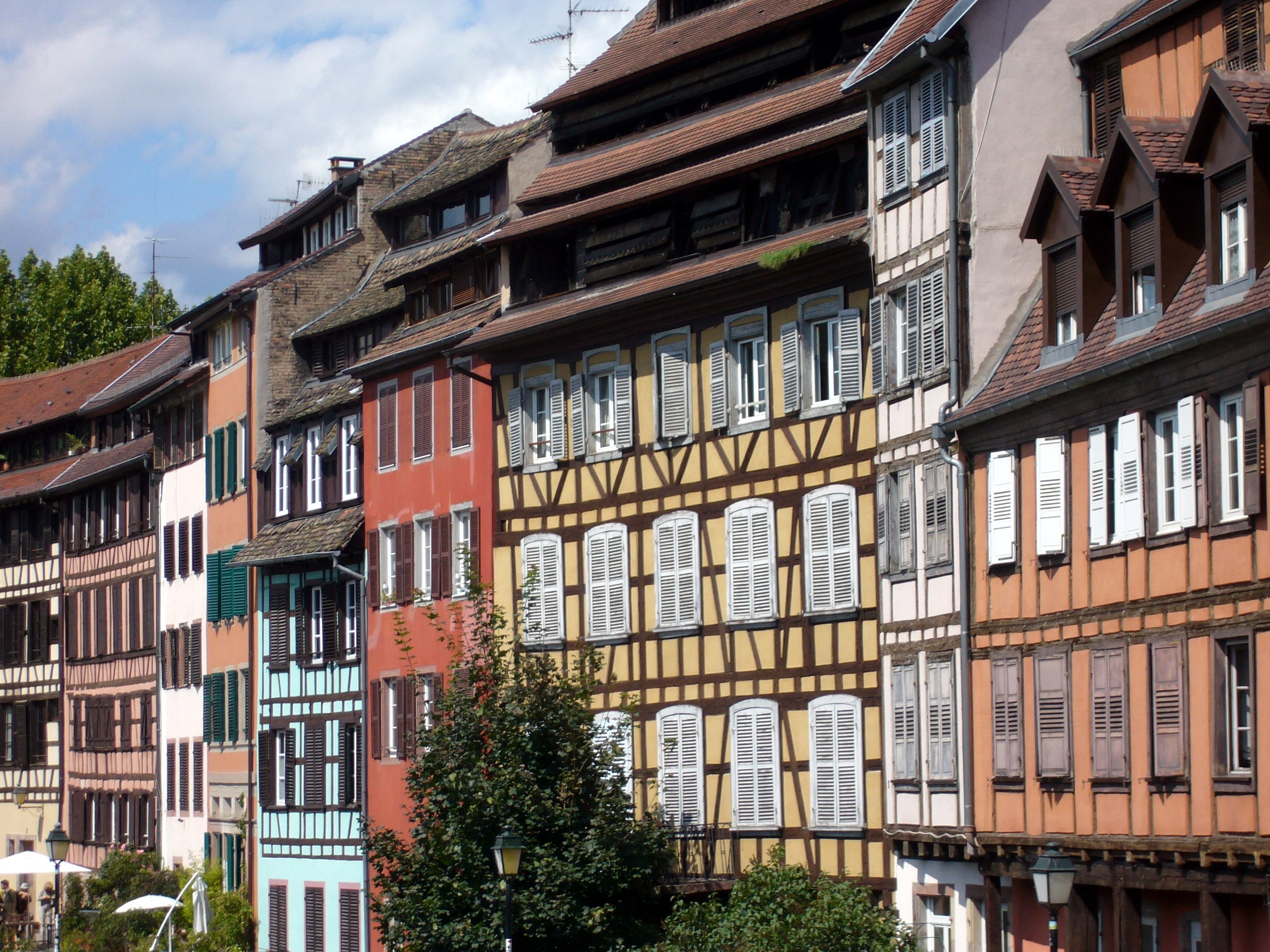
プチット　フランスはストラスブールの歴史地区

### 中世まで
- 紀元前1500年ごろ - ケルト人が定住。この民族はドナウ川を起点にジェノヴァ・ジュネーブ等の各地で居住範囲を拡げた[1]。
- 紀元前58年 - アルザス南部のタンとミュルーズの間にウォセグスの戦いが起こる[2]。
- 紀元前27年 - アウグストゥスが属州として南部の上アルザスと北部の下アルザスに行政単位を分割した[3]。
- 2世紀ごろ - 南フランス・ギリシア・アッシリアから技術者を招き、アルザス全域にブドウ栽培が浸透した[4]。
- 357年 - アルゲントラトゥムの戦いでローマ帝国が勝利した。
- 405年 - 帝国は西ゴート族の侵攻にたまりかねてストラスブール師団を帰還させた[5]。
- 451年 - フン族が全域を荒廃させた[5]。西ローマ帝国が著しく衰退した。
- 496年 - 定住するアレマン人とアルザスがメロヴィング朝に併合された[6]。

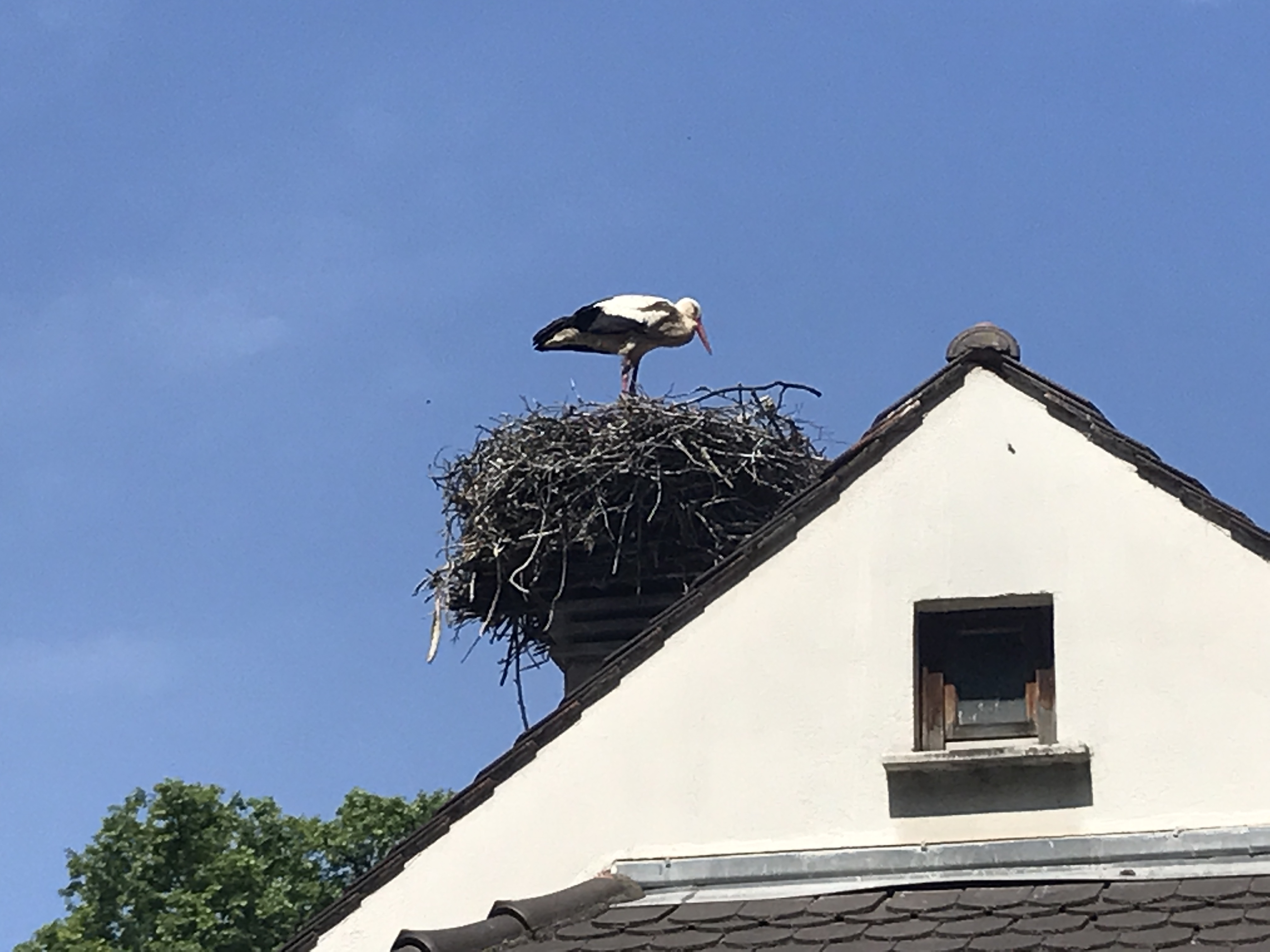
アルザス地方のシンボル・コウノトリ

- アルザス地方のシンボル・コウノトリ642年 - フランク三分国の1つアウストラシアでシギベルト3世がアルザス公国の創建を許すが、740年に長子相続を放棄した[7]。
- 751年 - カロリング朝がスタート。カール大帝がストラスブールの交易商人へ通行税免除特権を与えた[8]。
- 843年 - ヴェルダン条約でストラスブールの誓いが一定の成果を収め、アルザスが中フランク王国に帰属した。
- 870年 - メルセン条約で東フランク王国に吸収された。
- 10世紀末から11世紀初期 - この間にかぎりアルザスをノルゴー伯家が統治してアルザス伯と呼ばれた[9]。
- 1049年 - アルザス伯エギサイム＝ダボ伯家（Graf von Egisheim und Dagsburg）ユグ4世の息子レオ9世が教皇となった[10]。
- 1089年 - 10年前ハインリヒ4世からシュヴァーベン大公を任じられていたフリードリヒ1世が、刺客を送りアルザスの教皇派ユグ7世の暗殺に成功、エギサイム＝ダボ伯家断絶、以来アルザスはシュタウフェン家に従った[11]。
- 1096年 - 第1回十字軍にストラスブール司教オットー（Otto von Straßburg）が従軍した[12]。
- 1153年 - バルバロッサが王宮を下アルザスのアグノーにおいた[13]。
- 1212年 - フリードリヒ2世が息子のハイリヒ7世をシュヴァーベン大公とし、アルザス公国の帝国代官（Reichsschultheiß）にアルバン・ヴルフラン（Albin Wölflin）を就けた[14]。農民出身のヴルフランは革新的な政策を次々と打ち出して、1235年までアルザスを実質的に統治した[14]。そして後に十都市同盟を組む諸都市をいくつも生んだ。ヴルフランに統合された村落は、領主から逃げてきた農民を時効と納税をもって市民として受け入れた。1217年にセレスタ、1220年ごろにコルマール、1230年ごろにケゼルスベール・ミュルーズ・オベルネ・ロサイムができた[14]。しかし皇帝フリードリヒ2世は、1235年にハインリヒを廃位するときヴルフランまで解任した[14]。ヴルフランは汚職等の疑いで告発・投獄され、獄中で変死した。
- 1254年 - ライン都市同盟にストラスブール・コルマール・アグノーだけでなく、ヴィサンブールとミュルーズも加盟した[15]。
- 1268年 - 第27代シュヴァーベン＝アルザス公のコッラディーノが死んでアルザス公国が廃絶された[16]。
- 1316年 - 大飢饉で弱った住民にペストが伝染し、コレラ・天然痘・マラリアも同時流行した[17]。
- 1324年 - 上アルザスのタンでフェレット伯家が絶え（スカルポン家を参照）、ヨハンナ・フォン・プフィルトがハプスブルク家のアルブレヒト2世に嫁いだ。これによりタンは同家所領となり、司教区もバーゼルに属した[18]。
- 1332年 - コンストーフェルという種類のギルド（同じころスイスでもコンストーフェルが結成された）がストラスブールの貴族政を転覆した[19]。1338年、ストラスブールが在住のユダヤ人に対し次の義務を負わせた[20]。まず毎年1000ポンドを向こう5年間払うこと。また、国王に銀貨60マルク、司祭に12マルクを支払うこと。1336年から1338年のアルムレーダー事件でミュルーズなどのユダヤ人およそ1500人を殺戮した[21]。1349年、市民がゲットーを襲撃、およそ900人を縛り上げ略奪、追い討ちとして市参事会がユダヤ人の市内居住を1世紀にわたり条例で禁じた[17]。
- 1350年 - 都市の数がおよそ70にも達した。農民の生活は一層自由になった。イギリスではヨーマンが出た。
- 1354年 - 十都市同盟。1425年から1460年の間に帝国側と100回ほど紛争になったり抗争したりした。
- 1365年と1375年 - 百年戦争の休戦期に解雇された傭兵部隊がロレーヌから侵入し略奪した[22]。
- 1439年 - 約1万2千人の引揚者・傭兵崩れがロレーヌ公の手引きで下アルザスに侵入し40日間も略奪した[23]。
- 1444年 - フリードリヒ3世がバーゼル討伐のためルイ11世に援軍を求めたので、8月にルイはスイス軍を相手に少なからぬ戦死者を出した。皇帝フリードリヒがルイに戦費を払わないので、ルイ軍は上アルザスのハプスブルク家領で略奪した。翌年2月に皇帝全権のストラスブール司教と協定するまで、ルイ軍はアルザスに駐留した。[24]
- 1469年 - 皇帝フリードリヒが従兄弟のジギスムント公にシャルル突進公とサン＝トメール条約を結ばせて、上アルザスにあったハプスブルク家領をブルゴーニュ公国へ8万フローリンで売却し、都市同盟とスイス盟約者団に衝撃を与えた[25]。
- 1474年 - ブルゴーニュ戦争でシャルル突進公が戦死。マクシミリアン1世が1499年までスイスに固執。

### 近世以降
- 16世紀初頭 - ユダヤ人が西欧中から追放されて、神聖ローマで残ったユダヤ人の村が主にアルザスに限られた[26]。
- 1523年 - ストラスブールの市参事会でルター派が多数となり、同市が宗教改革都市となった[27]。
- 1524年 - サヴェルヌで10万人規模の一揆。アルザス全体で約3万人が死亡。十都市同盟の連帯がおわった。[28]
- 1621年 - 11月エルンスト・フォン・マンスフェルトが下アルザスへ侵攻し翌年7月まで無差別的に略奪した[29]。
- 1623年 - ストラスブールの通貨安定令で、1ストラスブール・ルーブル金貨＝1フローリン5シリングと決められた[30]。
- 1631年 - グスタフ2世アドルフがベールヴァルデ条約でフランスから軍資金を得た[31]。
- 1632年 - ストラスブールがスウェーデンと同盟し、あらゆる軍事的支援を行った[32]。グスタフ2世死去。
- 1634年末 - スウェーデンがストラスブールでフランスと条約を締結し、アルザスと傭兵軍をフランスへ全委譲した[33][34]。
- 1648年 - ヴェストファーレン条約で、アルザスが神聖ローマ帝国（ドイツ）からフランスに割譲される[35]。
- 1652年 - アルザスがフロンドの乱に巻き込まれた。下アルザスへはスペイン・ハプスブルク朝の勢力に加わったロートリンゲン公が領地奪還のため侵入した。諸都市は、帝国からスウェーデンに対する賠償金を徴収され、またフランスからは駐留経費の負担を求められた。このような板ばさみが1681年まで続いた。[36]
- 1671年 - ルイ14世が特にアルザスのユダヤ人を保護する（以後普仏戦争までのユダヤ史）。
- 1673年 - 8月28日オランダ侵略戦争の行軍中、ルイ14世がコルマールを奇襲して要塞を解体させた[37]。
- 1681年 - 9月ルイ14世がナイメーヘンの和約を根拠にストラスブールを包囲し、翌月入市を果した[38]。
- 1697年 - レイスウェイク条約第16条で、アルザス全域がフランスに留保された[39]。
- 1746年 - アルザスのユダヤ人が組織化を許される。以来、ユダヤ人の世帯数が増加した。
- 1784年 - ルイ16世が行わせた調査によると、19,624人のユダヤ人が地域内181の村に分散居住していた[40]。
- 1789年 - フランス革命の余波で、ストラスブール市庁舎が市民に略奪された[41]。
- 1793年末 - フランス革命戦争で荒廃した下アルザスから、3-4万人の住民がドイツへ脱走し難民となった[42]。バ＝ラン県革命裁判所の検察官ウーロージュ・シュナイダーが、ストラスブールで新婚初夜に逮捕され、翌年4月にパリでギロチンにかけられた[43]。
- 1798年 - 3月15日、1515年以来スイスの飛び地であったミュルーズがフランスへ帰属した[44]。
- 1801年 - ナポレオンがローマ教皇のピウス7世と政教協約を結んだ。
- 1815年 - ウィーン会議で旧十都市同盟のランドーがドイツ領となり、同盟軍が駐留した経費をアルザスが負担した。[45]
- 1823-24年 - オー＝ラン県にありスイスに接するデュルマナックで暴動。市長と人口の半数がユダヤ人だった[46]。
- 1828年 - イングランド銀行の株式市場から起こった恐慌が、自己金融でやりくりしてきたアルザスの産業資本家をして、ロスチャイルドらオートバンクのシンジケートに500万フランの救済融資を申し入れさせた[47]。
- 1836年 - ナポレオン3世がストラスブール一揆を企てたが、逮捕されてパリへ移送された。
- 1849年 - 1848年憲法に基く立法議会選挙でアルザスが多数の左派議員を選出した[48]。
- 1850年代 - ドイツ＝オーストリア電信連合が発足し、アルザスに電信が整備された。
- 1870年 - 普仏戦争。講和後、ロレーヌと併せドイツ帝国に占領された。ユダヤ人が東欧から[49]、パリなどへ流れた[50]。
- 1880年 - ドイツ帝国が、オーストリア・イギリス・イタリア・ベルギーを除いた外国法人の営業に対して認可制を採用した。
- 1881年 - アルザスに子会社をもつソシエテ・ジェネラルが、認可を得るためその子会社をドイツ法人として分離・独立させた（Sogenal）[51]。ロレーヌ地域もふくめて、フランスの保険会社も認可を求められたが、適当な措置をとることができず、多くが追放された。この年、普仏戦争以来の異常乾燥が保険会社の火災部門に負担となった。イスタンブールではオスマン債務管理局が設立され、独仏間の熾烈な経済摩擦が世界を巻き込んでいった。
- 1882年 - クレディ・アグリコルのもとになる農業信用金庫を政府が設置した[52]。
- 1893年 - 19世紀末の30年間で1881年と唯一比較しうる規模の異常乾燥と火災保険者負担が生じ、同年設立のトルコ一般保険会社について再保険者からドイツが締め出された。一方、アメリカの1893年恐慌が南ドイツの証券市場に混乱をもたらした。
- 1902年 - 11月に三国同盟更新。そのかげで仏伊協商も交渉されて、2年後に締結された。
- 1913年 - サヴェルヌでツァーベルン事件が起きた。
- 1919年 - ヴェルサイユ条約によりフランスが占領し、兵士が母国より近代化の進んでいたことに驚嘆した。
- 1925年 - エドゥアール・エリオ内閣が、地元三宗派の猛烈な抵抗にあって政教協約の廃止を断念した[53]。
- 1930-36年 - 世界恐慌が続く中、マジノ線の建設特需が起こった。
- 1940年 - 6月19日、フランス勢力が無人状態で放棄したストラスブールをナチスドイツが占領した[54]。
- 1945年 - ドイツの降伏によりフランスが再度占領。以後フランス領として現在に至る。
- 1959年 - シャルル・ド・ゴールに対立し欧州統合を支持するピエール・フリムランがストラスブール市長となった。
- 1968年 - 五月革命がストラスブール大学へ飛び火した。以来、フランス資本が他県に流れた。
- 1982年 - 3月に地方分権法が成立し、アルザスは現在の行政単位と権限を得た。
- 1984年 - ストラスブールの先端技術開発に1億4千万フランを投入する計画が、突如グルノーブルへ投資することとなった。アルザスの代表者はストラスブール解放40周年記念式典でフランソワ・ミッテランの臨席をボイコットした（シンクロトロン事件）[55]。
- 1992年 - 政府がストラスブールにフランス国立行政学院の本部を移転させた[56]。
- 2001年 - フランス民主連合のファビアンヌ・ケレールがストラスブール市長に当選した。